# Barbara Mendes
Barbara Mendes, nota anche con lo pseudonimo di Willy Mendes (30 gennaio 1948), è una fumettista e pittrice statunitense.

## Biografia
Esordì nel fumetto underground con Trina Robbins e Nancy Kalish su un tabloid a fumetti, Gothic Blimp Works, allegato a un giornale underground di New York, di cui disegnava la quarta di copertina, sotto lo pseudonimo di "Willy Mendes". Nel 1970, a San Francisco, la Mendes e la Robbins collaborarono ancora sul comic book femminista It Ain't Me, Babe. Nel 1971 pubblicò Illuminations, contenente materiale psichedelico. Rinunciando al suo pseudonimo Willy in favore di "Barbara", lasciò il fumetto e si dedicò alla pittura. Ha realizzato «epici dipinti narrativi» tra Stati Uniti e Israele, alcuni dei quali a tema biblico. Gestisce la propria galleria nel centro di Los Angeles. Le è stata intitolata una piazza in cui è presente il suo murale "Angel Wall" ed è stata premiata come "Los Angeles Cultural Treasure". Nel 2020 è tornata al fumetto con Queen of Cosmos Comix.

## Opere

### Fumetti
- "Make Money, Sell American Seeds," in Slow Death Funnies #1 (Last Gasp, aprile 1970)
- "Oma," in It Ain't Me, Babe (Last Gasp, luglio 1970)
- Illuminations (1971)
- "Ada," in Insect Fear #2 (Print Mint, marzo 1971)
- "Take This Woman Comix" in San Francisco Comic Book #3 (Print Mint, agosto 1971)
- All Girl Thrills #1 (Print Mint, 1971)
- "Easy Come Easy Go," in Yellow Dog #23 (Print Mint, ottobre 1972)
- "The Hippy Wedding," in The Someday Funnies (Abrams, 2011) [ristampa degli anni '70]
- Queen of Cosmos Comix (Red 5 Comics, 2020)